# Яковин, Дмитрий Игнатьевич
Дмитрий Игнатьевич Яковин (род. 9 августа 1969, Владивосток) — современный российский художник, пишущий в жанре «Микрореализм».

## Биография
Дмитрий Игнатьевич Яковин родился во Владивостоке в 1969 году.
В 1995 году окончил Академию художеств им. Репина. Преподавал в Академии Искусств в Западном Берлине. Член Союза художников России (с 1992). С 2005 г. является членом Лондонского клуба Imagination of Art.
Участник 52-й Венецианской биеннале современного искусства.
Более 100 выставок, в том числе 36 выставок в США, 17 выставок в Европе.
В США работы Яковина приобрели Шер, Сара Джессика Паркер, музыканты группы Metallica, Фил Донахью, Шарлиз Терон, певица Sheila заказала ему свой портрет, а также дизайн нескольких дисков. По специальному заказу им была написана серия картин для резиденции Президента России.
Работы хранятся в коллекциях Музея современного искусства Джерси Сити (США); Williansburg Art Museum (Нью-Йорк, США), а также в музеях и частных коллекциях США, Канады, стран Европы, России.
Галерея Дмитрия Яковина открыта на 2 этаже музея современного искусства «АРТМУЗА» со вторника по воскресенье с 14:00 до 20:00.
Место проживания — Санкт-Петербург.

## Микрореализм
С 1998 года Дмитрий Яковин работает в стиле микрореализм. По словам художника — «Микрореализм — это не мир под микроскопом, микрореализм — это мир маленьких человечков, то ли гномов, то ли эльфов, у которых возможно в спине, а может быть в боку есть место для ключика, который в нужный момент Дмитрий повернет и они, микрореалисты, оживут прямо у нас на глазах».
Дмитрий Яковин создал свой неповторимый мир, в котором живут, любят, восхищаются, ссорятся, грустят и шутят жители его планеты. Жанр «карикатурной бомбочатты» жанровых сцен разыгранных карликами и лилипутами, использовали в своем творчестве художники Италии эпохи Возрождения. С античности люди маленького роста были стражами здравого смысла, хранителями рационально устроенной картины мира. В эпоху барокко Диего Веласкес создал целую серию портретов природных шутов, тех, кому королевской милостью дозволено «называть вещи своими именами». Совсем по иному, нежели Веласкес, представляет карликов Жак Калло. В офортах «Горбуны» 1662 года портреты горбунов комические и бурлескные. Во Франции эта тема освещена Франсуа Рабле, написавшим в первой половине XVI века роман, который населяют такие же, как у Калло, персонажи. По закону пародийной инверсии, в мире, где все поставлено с ног на голову, где верх и низ поменялись местами, аномалия вообще заступает место нормы, оказывается главным хранителем высоких добродетелей и принципов. «Мир наизнанку» подарил специфических театральных героев комедии дель арте. Похожие на них герои Яковина написаны им в лучших традициях старых мастеров.

## Выставки
2007
- 52-я Венецианской биеннале современного искусства
- Solo Exhibition, Cinema Arts Centre of New York, NY, USA
- Two-men Art Show, InterArt Gallery, New York, NY, USA
- Solo Exhibition, Tretyakov Gallery, St. Petersburg, Russia

2008
- Solo Exhibition, Zverev Gallery, St. Petersburg, Russia

2009
- Solo Exhibition, Tretyakov Gallery, St. Petersburg, Russia
- A Group Art Show, Gallery Graal, Toulouse, France
- A Group Art Show "Double Vision: InterArt Gallery, New York, NY, USA

2010
- «Grottesco-Surreale-Fantastico», Gallery Davico, Torino, Italy
- «Viaggio nel Surrealismo Arcadico» Gallery Davico, Torino, Italy
- Solo Exhibition, Gallery L’Art et la Matiere, Nizza, France
- «Viaggio di 15 artisti russi da S.Pietroburgo a Torino», Mirafiori Motor Village, Torino, Italy
- «Art Monaco»: Grimaldi Forum ,France . Solo Exhibition, "Wonderland , Fez Art Cafe, InterArt Gallery, New York, NY, USA

2011
- Выставка в Самарском областном художественном музее « Микрореалисты в Самаре»[7]

2012
- Выставка в Государственном музее истории Санкт-Петербурга
- Выставка «Осень, цветы, Петербург» в выставочном зале Гран-М, Санкт-Петербург

2015
- Персональная выставка в музее современного искусства «Артмуза», Санкт-Петербург

2016
- Выставка «Шесть миров» в музее современного искусства «Артмуза», Санкт-Петербург
- Выставка «Приключения микрореалистов в СССР» в галерее Третьякова, Санкт-Петербург

2017
- Выставки « Микрореалисты навсегда», «Осенний марафон», «Зима», «Весна»
- Открытие « Проспекта Микрореалистов» в музее современного искусства в Артмузе

2018
- Выставки «Зимний сад», «Ох и ах, какие женщины», «Осень», Артмуза, Санкт-Петербург
- Персональная выставка в галерее Винсент, Санкт-Петербург

2019
- Персональная выставка в Союзе художников России «Сквозь время» (май-июнь)